# フェストハレ・フランクフルト
フェストハレ・フランクフルト（Festhalle Frankfurt）ドイツ・フランクフルト・アム・マインにある多目的ホール。管理運営はメッセ・フランクフルト。

## 概要
1909年5月に開業。こけら落としにはドイツ体操祭と国際航空展であった。コンサートやスポーツ、展覧会などのイベントに対応。しかし第一次世界大戦時は軍の被服庫やキャンプ場として、1938年11月9日、フランクフルト歌劇場の上演中、ハンス・エールがナチスの強制収容所に収容された。1940年12月18日に第二次世界大戦で当施設も焼失。1980年代に再建。
テニスではATPツアー世界選手権や音楽ではMTV EMAの開催などのイベント開催実績を持つ。